# Akrotiri und Dekelia
Akrotiri (griechisch Ακρωτήρι, türkisch Ağrotur) 34° 35′ N, 32° 59′ O und Dekelia (englisch Dhekelia, griechisch Δεκέλεια, türkisch Dikelya) 35° 0′ N, 33° 45′ O sind zwei britische Militärbasen auf Zypern. Die Basen sind britisches Hoheitsgebiet und werden im Englischen offiziell als Sovereign Base Areas of Akrotiri and Dhekelia (SBA, deutsch Souveräne Stützpunktgebiete) bezeichnet. Die Verwaltung der Militärbasen befindet sich in Episkopi Cantonment, dem in Akrotiri gelegenen Hauptsitz der SBAA (Sovereign Base Areas Administration).

## Beschreibung
Akrotiri, westlich von Limassol gelegen, umfasst eine Fläche von 123 km². Es beherbergt die Garnison Episkopi mit einem Infanteriebataillon sowie den Militärflugplatz Royal Air Force Station Akrotiri mit einer SAR-Hubschrauberstaffel (84th Squadron) und einer variierenden Anzahl von Kampfflugzeugen. Das Gebiet umfasst zudem einen größeren Salzsee, ein orthodoxes Kloster, einen Badestrand sowie den Hafen Akrotiri.
Dekelia (östlich von Larnaka) ist mit 130 km² nur unwesentlich größer als Akrotiri. Hier befindet sich die Garnison Dekelia, die ein Infanteriebataillon sowie einen zweiten deutlich kleineren Militärflugplatz, das Kingsfield Airfield, beherbergt. Südlich vorgelagert befindet sich der Hafen Dhekelia, der die Dhekelia Power Station versorgt.
Die beiden Basen machen etwa drei Prozent der Landfläche Zyperns aus. Sie unterliegen britischer Jurisdiktion (siehe Sovereign Base Areas Police), sind jedoch nicht hermetisch von ihrer Umgebung abgeschlossen (so existieren etwa öffentliche Straßenverbindungen durch das britische Hoheitsgebiet). In Akrotiri und Dekelia leben schätzungsweise 1300 Militärs und zusätzlich 5000 britische Staatsbürger, die entweder Militärangehörige oder zivile Angestellte sind. Als Folge der Invasion der türkischen Armee in Nordzypern 1974 und anderer Entwicklungen leben auf dem Gelände der Basen inzwischen auch insgesamt rund 7000 einheimische Zivilisten. Da jedoch in dem 1960 mit der Republik Zypern abgeschlossenen Nutzungsvertrag eine ausschließlich militärische Nutzung ausgehandelt worden war (von Zivilisten bewohnte Gebiete wurden bei der Grenzziehung ausgenommen und bilden teilweise Enklaven), haben diese Einwohner – anders als andere Einwohner britischer Überseegebiete – keinen Anspruch auf die britische Staatsbürgerschaft. Der Euro ersetzte am 1. Januar 2008 das Zypern-Pfund als Zahlungsmittel.
Der Status der beiden Basen wurde 1959 in den Zürcher und Londoner Abkommen zwischen dem Vereinigten Königreich, Griechenland und der Türkei festgeschrieben: Demnach sollten die beiden Basen auch nach Entlassung Britisch-Zyperns in die Unabhängigkeit unter britischer Souveränität verbleiben.
Beide Basen gehören, auch nach dem Brexit, zum Zollgebiet der Union. Zudem wird seit dem EU-Beitritt Zyperns in einzelnen Bereichen wie Landwirtschaft und Personenfreizügigkeit EU-Recht angewandt. Ansonsten waren sie jedoch auch während der EU-Mitgliedschaft des Vereinigten Königreichs von den Verträgen der EU ausgenommen und auch keines der Überseeischen Länder und Hoheitsgebiete mit Assoziationsstatus.

## Geschichte
Der Militärflugplatz, die Royal Air Force Station Akrotiri, kurz RAF Akrotiri, existierte bereits vor 1959.
1957 stellte die Royal Air Force zur Unterstützung des CENTO-Bündnisses das Near East Strike Wing auf, dem vier Staffeln Canberra unterstellt wurden. Hinzu kam zwischen 1967 und 1975 die mit Lightning ausgerüstete 56. Squadron. Die vier Canberra-Staffeln wurden 1969 durch zwei Vulcan-Staffeln abgelöst, die bei Bedarf durch zwei weitere im Vereinigten Königreich stationierte Staffeln verstärkt werden konnten. Diese wurden ebenfalls 1975 zurück nach England verlegt.
Seit 1972 ist der Flugplatz Basis einer Search-and-Rescue-Helikopterstaffel, der 84. Squadron. Sie setzte bis Ende 1981 die Whirlwind, anschließend die Wessex und seit Anfang 2003 die Griffin ein. Daneben operieren hier seit Jahrzehnten regelmäßig auf Rotationsbasis Kampfflugzeuge wie der Tornado.
In den Wintermonaten nutzt die Kunstflugstaffel Red Arrows den Flugplatz für Trainingsflüge.

## Funkaufklärung
Die beiden Militärbasen spielen eine wichtige Rolle in der militärischen und nachrichtendienstlichen elektronischen Aufklärung (SIGINT). Dabei kooperiert die britische Agentur GCHQ seit Inbetriebnahme der Stützpunkte eng mit ihrem US-amerikanischen Pendant, der National Security Agency (NSA). Die Kooperation basiert auf dem UKUSA Security Agreement. Die Ayios Nikolaos Station arbeitete bereits als SIGINT- und ELINT-Station während des Palästinakriegs 1948, dann 1956 in der Sueskrise, beim EOKA-Unabhängigkeitskonflikt auf Zypern (1955–1959) und während der Blutigen Weihnacht (1963). 1967 waren die Stationen auf Zypern mit SIGINT-Aktionen im Sechstagekrieg und 1973 in den Jom-Kippur-Krieg involviert. Es kann davon ausgegangen werden, dass die aufgenommenen Informationen aus dem Nahen Osten den Entscheidungsträgern in London und Washington übermittelt wurden.
Radoms mit Abhörtechnik befinden sich sowohl in Akrotiri als auch in Dekelia.

### ÜberhorizontradarPLUTO
In der Nähe des Salzsees von Akrotiri stehen die Antennenanlagen des PLUTO-Systems auf einer Fläche von 100 m × 200 m. Dabei handelt es sich um ein Überhorizontradar mit einer Sendeleistung von bis zu einem Megawatt. Damit können Luftbewegungen über den Horizont hinaus bis nach Afghanistan, Kasachstan und Russland beobachtet werden. Menschen in der Umgebung beschwerten sich in der Vergangenheit immer wieder wegen Gesundheitsauswirkungen dieser Anlage und Funkamateure nehmen Störungen auf verschiedenen Kurzwellenbändern wahr.

### Sendeanlagen

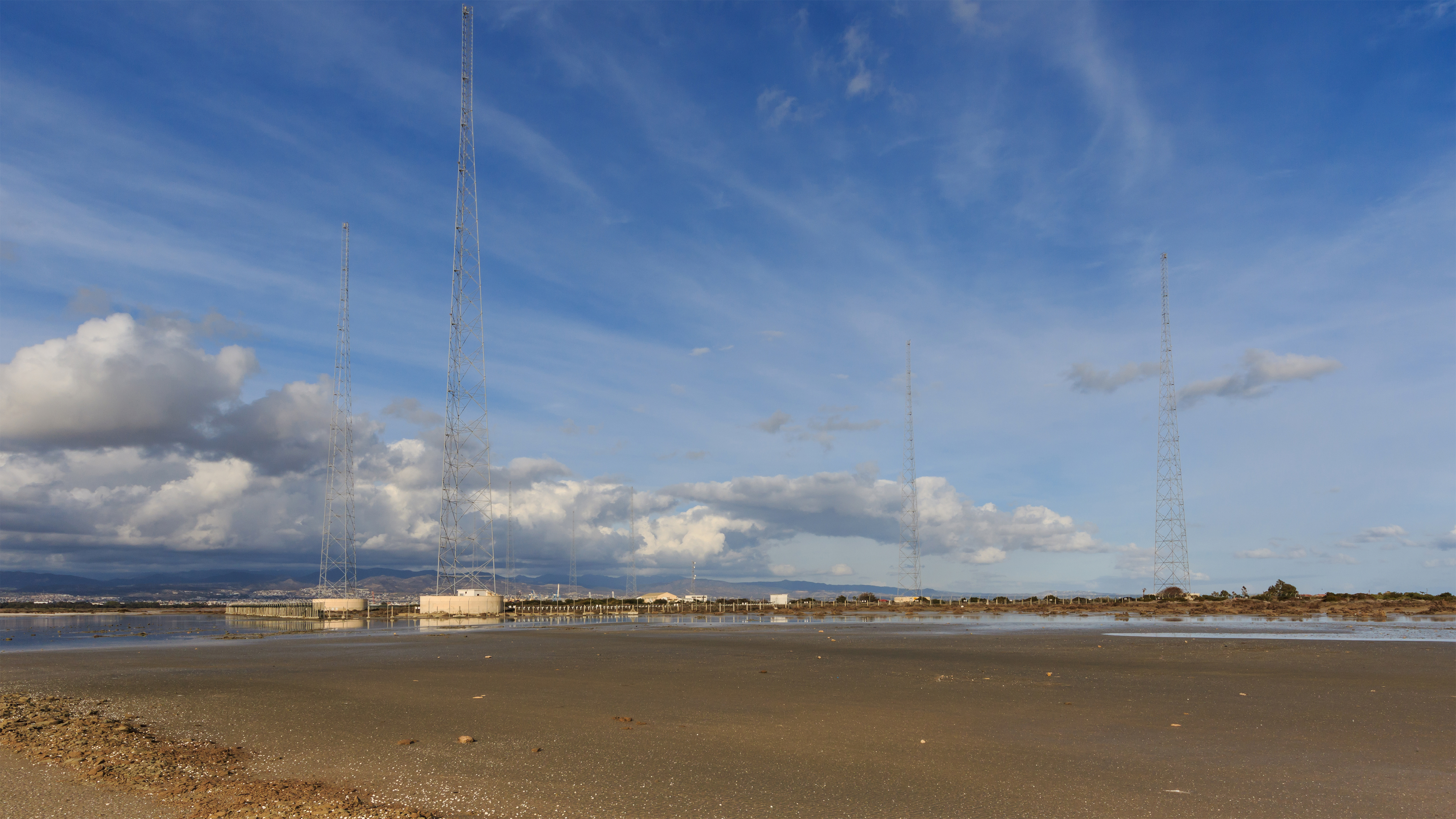
BBC-Sendemasten in Akrotiri

Neben einer offiziellen Relaisstation der BBC für den Nahen Osten befinden sich auch diverse militärische Sendeanlagen für den Mittel- und Kurzwellenbereich auf den Anlagen. Mit ziemlicher Wahrscheinlichkeit strahlte der MI6 die Programme des Zahlensenders Lincolnshire Poacher bis 2008 über die Anlagen aus. Diverse Vorhangantennen befinden sich auf den Geländen.

### Weitere Stationen zur Telekommunikationsaufklärung
- RAF Olympos, Radarsystem der RAF zur Luftraumüberwachung des westlichen mittleren Osten, Reichweite 1500 bis 3000 Kilometer.
- CYTA Yeroskipos – Yeroskipos Submarine Cable Station, Seekabel-Landanbindung der Cyprus Telecommunications Authority (CYTA) an der Südspitze Zyperns. Das GCHQ überwacht von der Station aus den globalen Kommunikationsverkehr via SEA-ME-WE 3.

## Galerie

Karte von Akrotiri
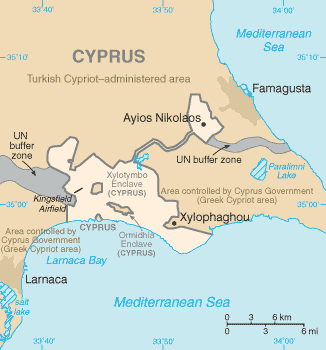
Karte von Dekelia
Historische Flagge von Britisch-Zypern
Flagge der Dhekelia-Garnison sowie inoffizielle Flagge von Akrotiri und Dhekelia
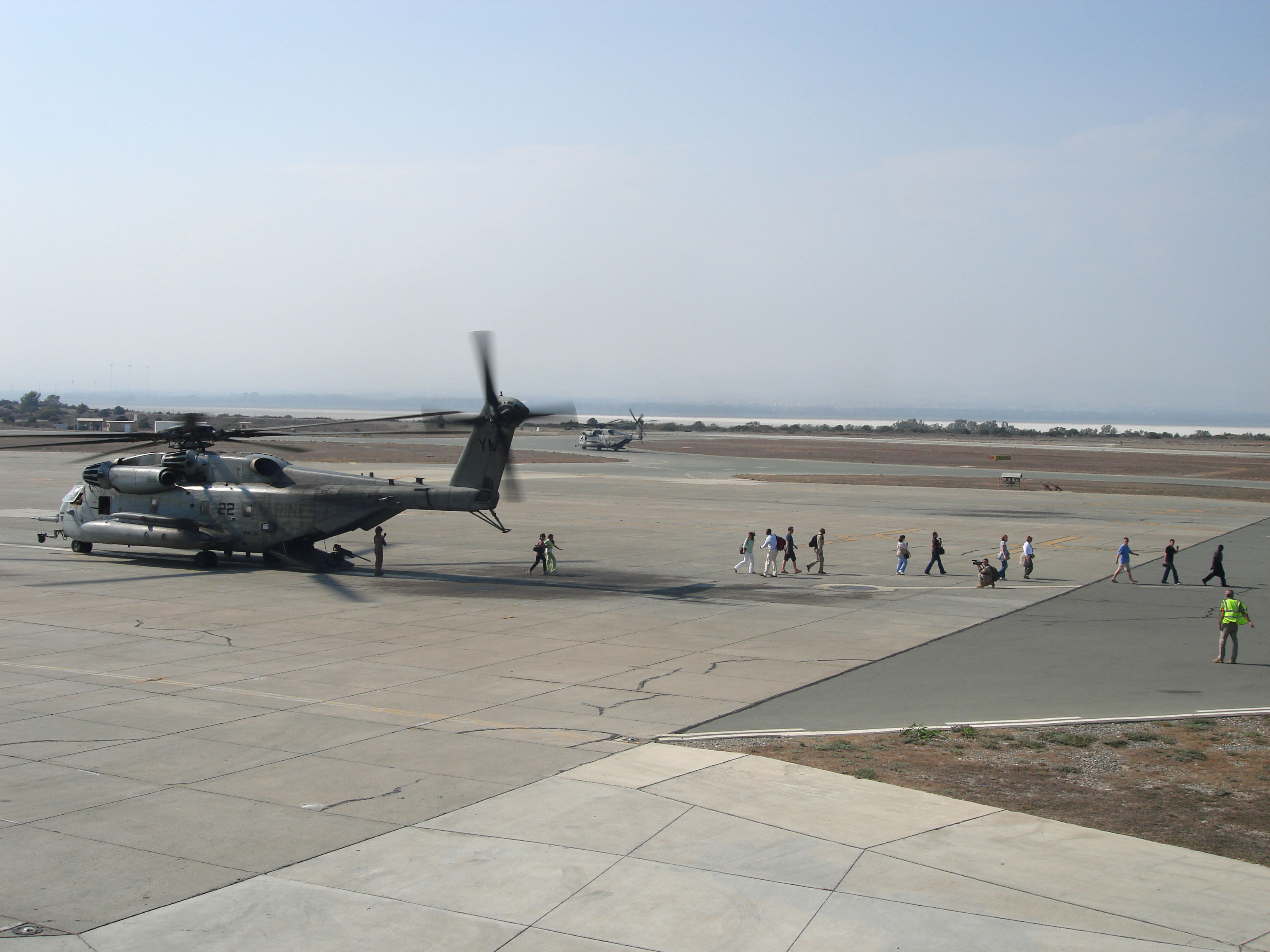
RAF Akrotiri
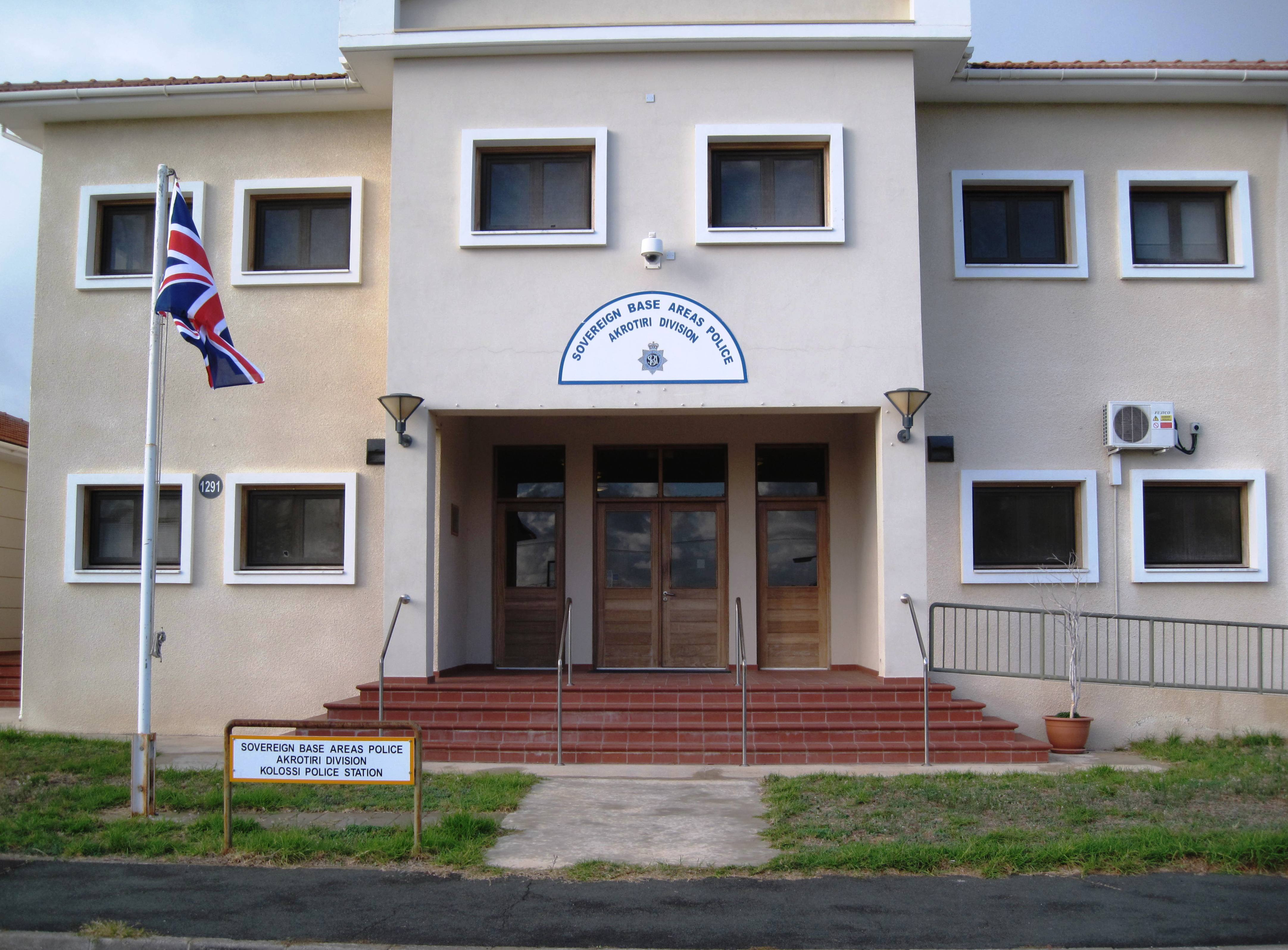
Sovereign Base Areas Police
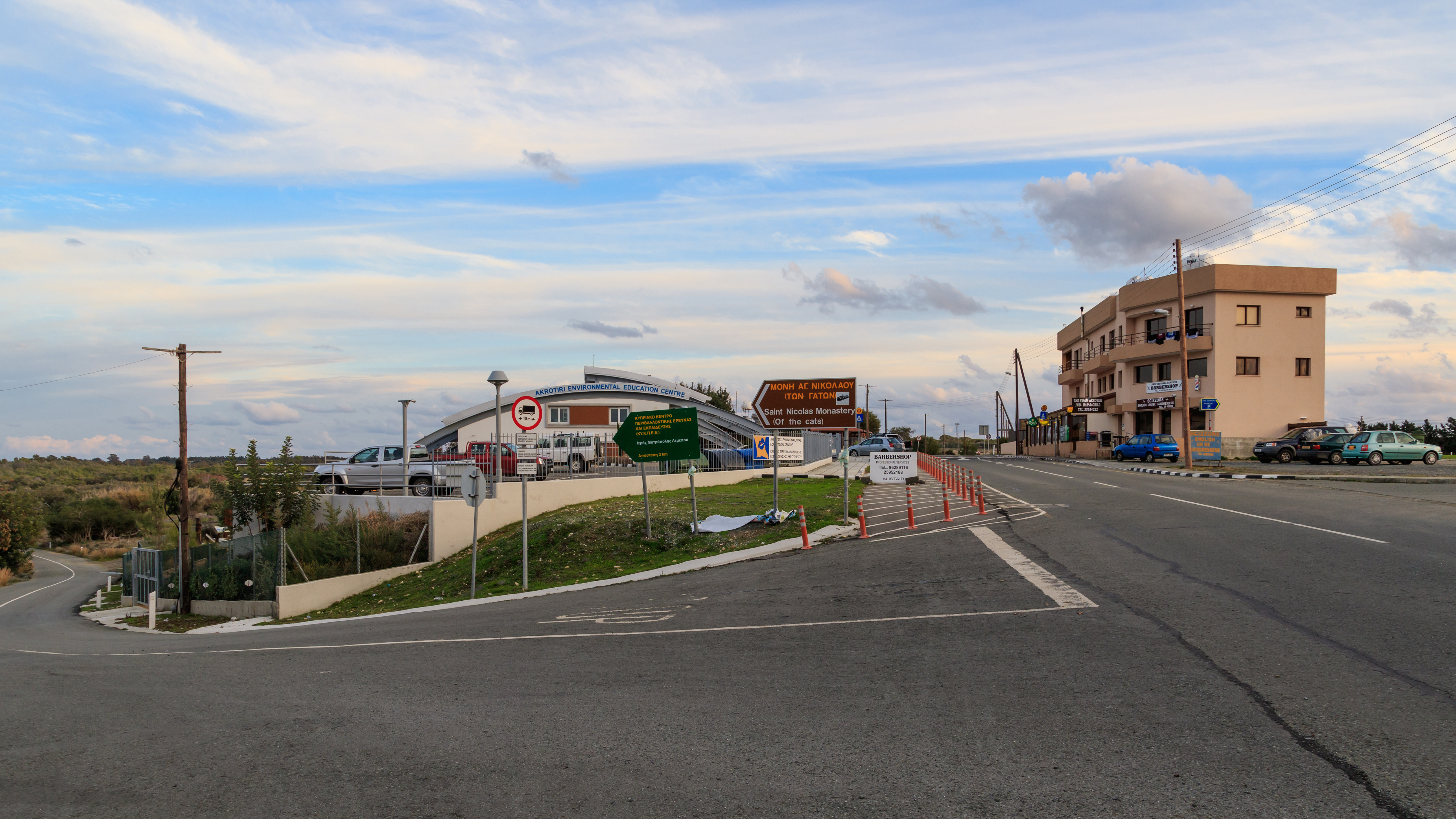
Dorfzentrum